# Ludwik Oborski
Ludwik Oborski (* 25. August 1789 in Zawada bei Płock; † 25. Oktober 1873  in London) war ein polnischer Offizier und revolutionärer Politiker. 

## Leben
In seiner militärischen Karriere avancierte Oborski zum Oberst in der Armee des Königreichs Polen. Oborski nahm am polnischen Novemberaufstand von 1830 teil und floh nach dessen Niederschlagung nach Frankreich. Im französischen Exil betätigte er sich politisch als Vorsitzender des polnischen Emigrantenrates in Besançon. 1833 beteiligte er sich mit einer polnischen Legion am Frankfurter Wachensturm und flüchtete danach in die Schweiz, wo er sich wiederum im polnischen Emigrantenrat betätigte. Nachdem er 1834 die Schweiz verlassen musste, ließ er sich 1835 in England nieder, wo er sich 1846 den Londoner Fraternel Democrats anschloss. Hier kam er in Verbindung mit Karl Marx und Friedrich Engels und wurde Mitglied der ersten kommunistischen Internationale.
1848 nahm er am Großpolnischen Aufstand teil. In der badischen Revolution von 1849 gehörte er zu der Gruppe von polnischen Offizieren, die Ludwik Mierosławski mitbrachte, und kommandierte die 4. Division der Revolutionsarmee u. a. im Gefecht bei Waghäusel.
Oborski verstarb in London und wurde auf dem Highgate Cemetery beigesetzt.

## Ehrungen
Als Teilnehmer an den napoleonischen Kriegen erhielt er 1813 den Orden der Ehrenlegion. Er erhielt später auch den polnischen Militärverdienstorden Virtuti Militari.